# Pogostemon auricularius
Pogostemon auricularius là một loài thực vật có hoa trong họ Hoa môi. Loài này được (L.) Hassk. miêu tả khoa học đầu tiên năm 1843.